# Dimidamus
Dimidamus es un género de arañas araneomorfas de la familia Nicodamidae. Se encuentra en Australia y Nueva Guinea.

## Lista de especies
Según The World Spider Catalog 12.0:
- Dimidamus arau Harvey, 1995 — Nueva Guinea
- Dimidamus dimidiatus (Simon, 1897) — Queensland, Nueva Gales del Sur
- Dimidamus enaro Harvey, 1995 — Nueva Guinea
- Dimidamus leopoldi (Roewer, 1938) — Nueva Guinea
- Dimidamus sero Harvey, 1995 — Nueva Guinea
- Dimidamus simoni Harvey, 1995 — Victoria